# نوكيا 808 بيورفيو
نوكيا 808 بيورفيو (بالإنجليزية: Nokia 808 PureView)‏ هو هاتف ذكي يعمل بنظام التشغيل نوكيا بيل. تم الإعلان عنه في 27 فبراير 2012 خلال المؤتمر العالمي للهواتف المحمولة، وهو أول هاتف ذكي يحتوي على تقنية نوكيا بيور فيو (PureView) حيث تبلغ دقة الكاميرا الخاصة به 41 ميغابكسل، و قد حصد هذا الهاتف جائزة أفضل جهاز هاتف نقال أو حاسوب لوحي خلال المؤتمر العالمي للهواتف الجوالة 2012، وحصل كذلك على جائزة أفضل ابتكار في مجال التصوير لعام 2012 من رابطة صحافة تقنيات التصوير Technical Image Press Association.
طرح الهاتف للبيع ابتداء من يونيو 2012.